# Caroline Pilhatsch
Caroline Pilhatsch (* 1. März 1999 in Graz) ist eine ehemalige österreichische Schwimmerin. Bei den Europaspielen 2015 gewann sie die Goldmedaille über 50 Meter Rücken und die Silbermedaille über 50 Meter Schmetterling. Bei den Kurzbahnweltmeisterschaften 2018 in Hangzhou holte sie die Silbermedaille über 50 Meter Rücken.
Im April 2023 beendete sie ihre Karriere als Schwimmerin.

## Leben
Caroline Pilhatsch wurde als Tochter der mehrfachen Staatsmeisterin in Rhythmischer Sportgymnastik Birgit Haase-Pilhatsch und des Schwimmers und zweifachen Olympiateilnehmers Alexander Pilhatsch geboren. Ihr Großvater Arnulf Pilhatsch (1925–2000) nahm 1948 an den Olympischen Spielen im Hochsprung teil. Ihre fünf Geschwister sind ebenfalls sportlich tätig: Die beiden Brüder sind ebenfalls als Schwimmer und ihre drei älteren Schwestern sind in der Rhythmischen Sportgymnastik aktiv.
In Graz besuchte sie das Bundesgymnasium und Bundesrealgymnasium Lichtenfels, wo sie 2017 maturierte.
Sie begann zunächst mit Rhythmischer Gymnastik, mit elf Jahren wechselte sie zum Schwimmen. Von 2012 bis 2021 wurde sie von Dirk Lange am steirischen Landesleistungszentrum trainiert.
Nach der Sperre der Grazer Auster aufgrund der COVID-19-Pandemie 2020 nahm sie ihr Training in der Südstadt auf. Im August 2021 folgte sie Dirk Lange nach Frankfurt, der dort die Position des Cheftrainers der SG Frankfurt übernahm.
Bei den Europaspielen 2015 in Baku holte sie hinter der Russin Polina Jegorowa die Silbermedaille über 50 m Schmetterling und die Goldmedaille über 50 m Rücken.
Bei den Kurzbahnweltmeisterschaften 2018 in Hangzhou gewann die damals 19-Jährige hinter der US-Amerikanerin Olivia Smoliga über 50 m Rücken die erste österreichische Schwimm-WM-Medaille seit Markus Rogan im Jahr 2010. Bei den Schwimmweltmeisterschaften 2019 im südkoreanischen Gwangju erreichte sie als erste österreichische Schwimmerin seit Mirna Jukic 2009 in Rom ein WM-Finale und belegte Platz sieben über 50 m Rücken.
Von der Fédération Internationale de Natation (FINA) wurde sie als erste Österreicherin zur Champions Swim Series eingeladen, bei der sie im Jänner 2020 in Shenzhen den dritten Platz über 50 m Rücken belegte.
Bei den Kurzbahneuropameisterschaften 2021 in Kasan wurde sie im November 2021 über 50 Meter Rücken Achte. Im Dezember 2021 belegte sie bei den Kurzbahnweltmeisterschaften 2021 in Abu Dhabi Rang sechs über 50 Meter Rücken.
Im August 2022 wurde sie österreichische Staatsmeisterin über 50 Meter Rücken.
Parallel zum Leistungssport machte Caroline Pilhatsch eine Ausbildung zur Polizistin, im Mai 2022 absolvierte sie ihre Dienstprüfung. Im April 2023 beendete sie ihre Laufbahn als Schwimmerin.

## Auszeichnungen
- 2019: Steirische Sportlerin des Jahres[26]